# 団三郎狸

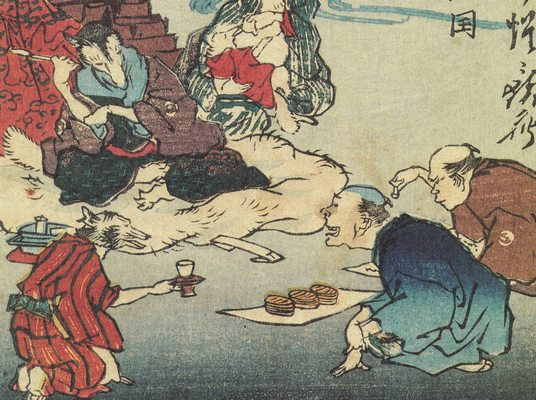
河鍋暁斎画『狂斎百図』より「佐渡国同三狸」。人間の商人を相手に金貸しを営む団三郎狸（左上）。

団三郎狸（だんざぶろうだぬき）は、新潟県佐渡郡相川町（現・佐渡市）に伝わる化け狸。佐渡ではタヌキを狢と呼んでいたことから、団三郎狢（だんざぶろうむじな）ともいう。錦絵では同三狸とも表記される。淡路島の芝右衛門狸、香川県の太三郎狸と並び、日本三名狸に数えられている。

## 概要
佐渡のタヌキの総大将。人が夜道を歩いているところに壁のようなものを作り出したり、蜃気楼を出したりして人を化かしたり、木の葉を金に見せかけて買物をしていた。自分の住処である穴倉に蜃気楼をかけ、豪華な屋敷に見せかけて人を招き入れたりもした。病気になったときには人に化けて人間の医者にかかっていた。
悪さをするばかりでなく、困った人には金を貸していた。その金は人に化けて金山で働いたり、盗んだりして稼いでいたという。また、団三郎の住処は相川町下戸村にあり、借用書に金額、返却日、自分の名を記して判を押して置いておけば、翌日にはその借用書は消え、代りに金が置いてあったという。
後に団三郎は相川町に二つ岩大明神として祀られ、人々に厚く信仰されている。

## 伝説
団三郎に関する伝説をいくつか記す。
- 佐渡にキツネがいない理由として、団三郎が佐渡からキツネを追い払ったためといった伝説があり、ここに2つほど記す。
  - 団三郎が旅の途中、キツネに出会い「佐渡へ連れて行ってください」と頼まれた。団三郎は「連れて行ってはやるが、その姿ではまずい。わしの草履に化けなさい」と言った。キツネは言われた通り草履に化け、僧姿の団三郎がそれを履いて船に乗った。やがて団三郎は佐渡へ渡る舟に乗り、海の真っ只中で草履を脱いで海に放り込んだ。以来、キツネは佐渡に渡ろうとは考えないようになった[7][11]。
  - 団三郎は旅の途中で1匹のキツネに会った。自分の術を自慢するキツネに対し、団三郎は「自分は大名行列に化けるのが得意なので、お前を驚かせてやる」と言って姿を消した。間もなく大名行列がやって来た。キツネは行列の中の殿様の駕籠のもとに躍り出て「うまく化けやがったな」などとからかい、たちまちキツネは捕えられ、狼藉の罪で斬殺されてしまった。行列は団三郎ではなく本物であり、彼はあらかじめ行列がここを通ることを知っていたのである[6][7]。
- 団三郎の人化かしは数多く続いたが、人間との知恵比べに負けたため、人を化かすことをやめたという伝説もある。
  - 団三郎が若い農夫を見つけ、彼を化かそうと団三郎は若い女に化け、具合の悪そうなふりをした。心配して声をかけてきた農夫に「腹痛で動けない」と答えた。農夫は女を送ろうと背負ったが、もしや団三郎かと直感し、女を縄でしばりつけた。慌てる団三郎に「お前さんがずり落ちないように」と答えた。危険を感じた団三郎は「降ろして下さい」と必死に頼んだ。「具合が悪いのに、なぜ降りる?」と農夫が降ろさずにいるので、団三郎は「……おしっこがしたいのです」と答えたが、農夫は笑い「お前さんのような美しい娘さんのおしっこならぜひ見てみたい。わしの背中でしなされ」と一向に降ろさなかった。やがて着いたのは農夫の自宅だった。団三郎が「ここは私の家ではありませんが?」と言うと、農夫は「団三郎、もうお前の正体はわかっている!」と言い、平謝りする団三郎を散々懲らしめた。以来、団三郎が人を化かすことはなくなったという[11]。

## 正体
団三郎とは越後国の人間の商人の名であり、明暦3年（1657年）に佐渡金山で用いる鞴の押皮をとるために繁殖用の子ダヌキを売っており、後に佐渡で養狸を始めた団三郎が島民から敬われ、タヌキ自体も氏神のように祀られたとの説がある。